# مسرح جلوب
مسرح جلوب هو مسرح شهير في لندن، انشئ 1598. أقيم عليه العرض الأول لاكثر مسرحيات شيكسبير. هدمه البيورتان puritains أو المطهرون -وهم جماعة ظهرت في إنجلترا ضد الفن والمسرح- عام 1644، عندما أغلقت المسارح في انجلترا.